# 凱希亞多里斯

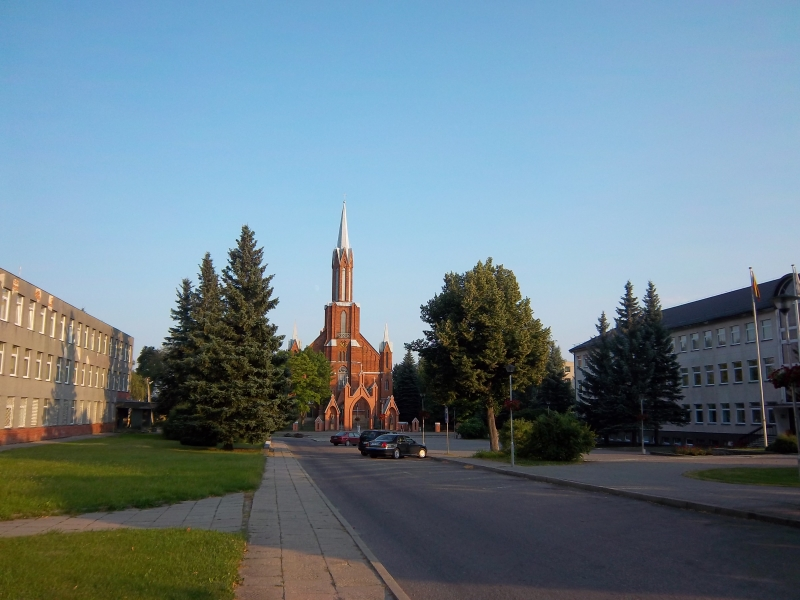
凱希亞多里斯市中心

凱希亞多里斯是立陶宛凱希亞多里斯區内的城市，位於該國中部，距離首都維爾紐斯60公里，海拔高度80米，面積11平方公里，2008年人口9,722。

## 外部連結
- Kaišiadorys Poultry Factory
- Museum of Kaišiadorys(in Lithuanian)